# Nativi americani

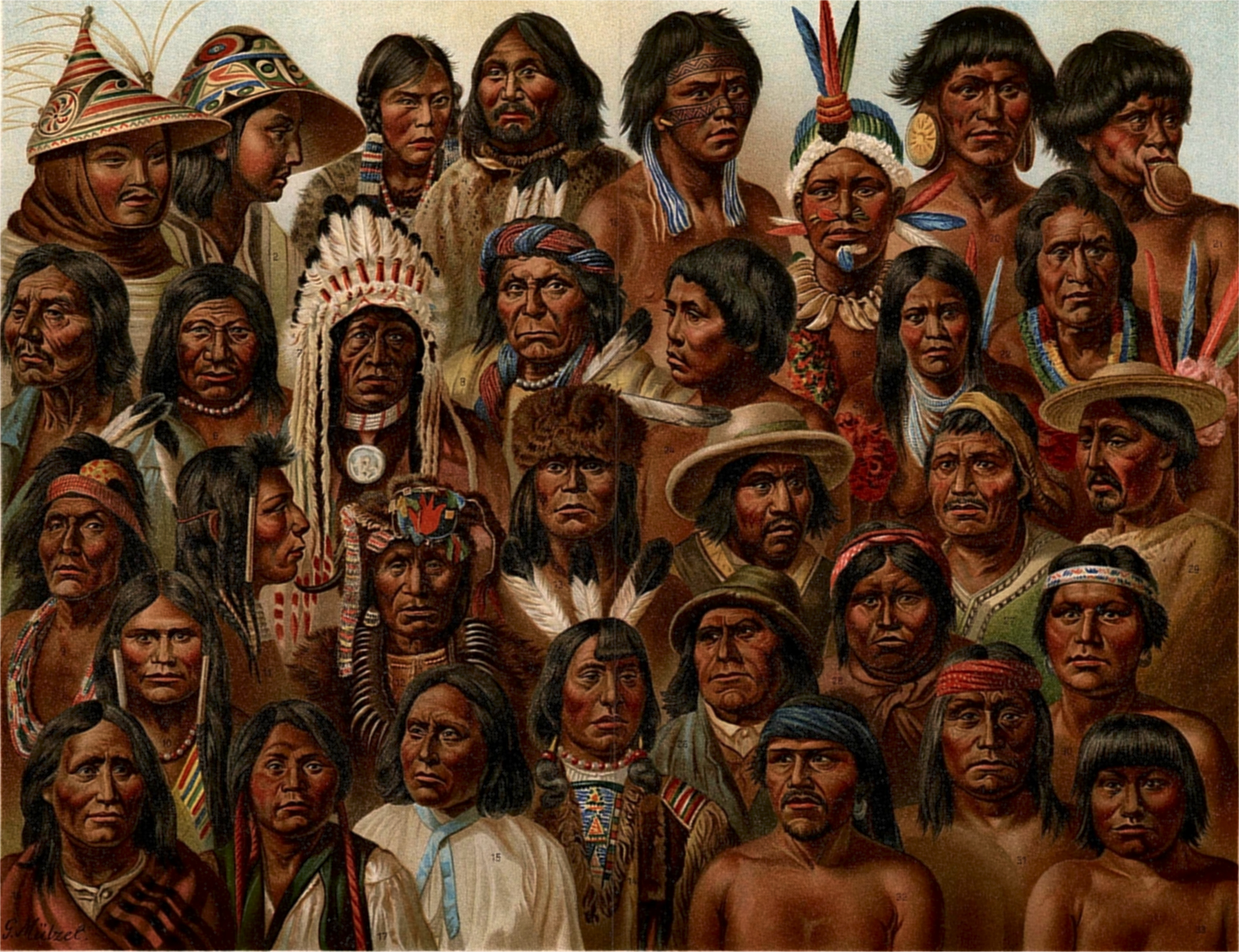
Raffigurazione pittorica di gruppi etnici in America all'inizio del XX secolo

Con l'espressione nativi americani, o talvolta anche popoli indigeni delle Americhe, indigeni americani, amerindi, prime nazioni americane, indiani d'America, popoli precolombiani, pellerossa, si indicano le popolazioni che abitavano il continente americano prima della colonizzazione europea e i loro odierni discendenti.

## Descrizione
Gli etnonimi indiani d'America e pellirosse sono utilizzati, soprattutto in Europa, in particolare per indicare i popoli precolombiani del Nord America, ma non sono termini univoci e sono stati spesso oggetto di discussione, mentre sono caduti sempre più in disuso in Canada e Stati Uniti in quanto considerati razzisti. Nei paesi ispanofoni dell'America Latina si usa prevalentemente il termine indios, mentre per i francofoni sopravvive il termine amerindiens. L'uso del termine indiano si deve a Cristoforo Colombo che, in cerca di una rotta che consentisse di raggiungere l'Asia attraversando l'oceano Atlantico, credette di aver raggiunto le Indie Orientali, ignaro invece di aver toccato le coste di un continente allora sconosciuto agli Europei; gli Spagnoli battezzarono quindi il nuovo mondo "Indie occidentali" e solo successivamente America, in onore di Amerigo Vespucci.
Secondo l'ipotesi scientifica più accreditata, 13.000 anni fa l'uomo sarebbe migrato dall'Asia verso l'America attraverso la Beringia, una lingua di terra che all'epoca univa i due continenti. Questi uomini si sarebbero poi spostati più a sud fino ad abitare tutto il continente e diversificandosi in migliaia di etnie e tribù differenti.
In Centro e Sud America i nativi americani si organizzarono in grandiose civiltà come i maya e gli aztechi nell'odierno Messico e gli inca sulla cordigliera delle Ande mentre in America del Nord i Nativi americani rimasero prevalentemente popolazioni nomadi o seminomadi.
Parecchie aree del continente sono ancora popolate da nativi americani; specialmente in America Latina dove, insieme ai meticci, costituiscono la maggioranza della popolazione. Negli Stati Uniti d'America e in Canada i nativi americani, invece, costituiscono ormai soltanto un'esigua minoranza. Ancora oggi nei paesi dell'America si parlano almeno un migliaio di lingue indigene diverse. Alcune fra queste, come ad esempio il quechua, l'aymara, il guaraní, le lingue maya e il nahuatl, sono parlate da milioni di persone. Molti, inoltre, conservano pratiche e usanze culturali di vario grado, incluse pratiche religiose, di organizzazione sociale e pratiche di sussistenza. Alcuni popoli indigeni vivono ancora in uno stato di relativo isolamento dalle società moderne e altre addirittura non sono mai entrate in contatto con esse o con l'uomo occidentale, denominate tribù mai contattate.
I nativi americani presentano caratteristiche somatiche affini alle popolazioni asiatiche: occhi allungati, zigomi sporgenti, con in più la quasi assenza di barba e capigliature perlopiù scure e lisce. Questi caratteri portarono gli antropologi a ipotizzare la loro origine ereditata dagli antichi asiatici, che avevano attraversato lo stretto di Bering durante l'epoca preistorica, ipotesi confermata da successivi studi linguistici e, soprattutto, genetici.

### Il nome
L'etnonimo indiani d'America ha origine nel XV secolo, durante le prime fasi dell'esplorazione europea del continente americano. Cristoforo Colombo, con il suo viaggio attraverso l'oceano Atlantico, intendeva dimostrare che era possibile raggiungere l'Asia navigando verso occidente, cosa allora ritenuta impossibile. Quando nel 1492 Colombo approdò sull'isola di Hispaniola (oggi Haiti e Repubblica Dominicana) credeva di essere giunto nelle Indie Orientali e di aver scoperto una rotta per arrivare in India e per questa ragione gli abitanti che vi trovò vennero erroneamente chiamati indiani. Quello che Colombo ignorava era l'esistenza del continente americano tra l'Asia e l'Europa. Sarà solo grazie alle successive esplorazioni e in particolare grazie ad Amerigo Vespucci, che gli occidentali si renderanno conto di avere scoperto un nuovo continente fino ad allora sconosciuto; ma l'errore era ormai fatto e l'uso del termine indiano per indicare i popoli indigeni delle Americhe non venne corretto.
Quella degli indiani è perciò una categoria etnica e culturale creata dagli europei. I vari gruppi che si erano stabiliti nelle Americhe non si consideravano membri di una singola comunità, né avevano una parola per identificarsi, che non fosse il nome della tribù o la parola uomo (come per gli inuit). Al contrario, alcuni gruppi indigeni non erano nemmeno a conoscenza dell'esistenza delle altre società a cui poi sarebbero stati associati in quanto indiani. Altri negavano qualsiasi connessione tra loro e i popoli che consideravano meno sviluppati; gli aztechi del Messico centrale, ad esempio, commerciarono e combatterono con molti dei loro vicini, ma non li considerarono mai come pari o uguali. Durante i tre secoli della colonizzazione spagnola alcuni accolsero la nuova categoria, diventando indiani, mentre altri rimasero legati a identità più antiche. La natura problematica del concetto di indiano ha perciò spinto numerosi studiosi a sostituirlo con termini come nativi americani o altre etichette europee meno ovvie.
L'etnonimo indios, di origine spagnola, è utilizzato in italiano per riferirsi alle popolazioni indigene dell'America Latina, mentre in Spagna e negli stessi paesi dell'America Latina, oltre che in Portogallo, indica indifferentemente i popoli amerindi del Nord, Centro e Sud America. Anche questo termine significa indiani e deriva dall'errore storico per il quale si confuse l'America con l'India.
L'espressione pellerossa, utilizzata negli Stati Uniti e nei paesi occidentali, talvolta in senso dispregiativo, per indicare i popoli indigeni nordamericani, è considerata razzista perché fa riferimento al colore della pelle di queste popolazioni. Una delle ipotesi sull'origine del nome si riferisce all'abitudine dei guerrieri di alcune tribù di tingersi la pelle di ocra rossa prima delle battaglie.
Per quanto il termine indiani d'America sia considerato razzista, alcuni nativi preferiscono identificarsi come tali. Russell Means (attore e celebre attivista Lakota), ad esempio, dichiarò in un'intervista: «Anch'io preferisco il termine "indiano d'America". Chiunque sia nato nell'emisfero occidentale è un nativo americano».
Oggi, riassumendo, vengono utilizzati i seguenti nomi: nativi americani, indiani d'America, indigeni americani, amerindi, amerindiani, indios, popoli precolombiani, prime nazioni o First Nations (in Canada), aborigeni americani, pellerossa, popolo rosso, uomini rossi.

## Storia

### Migrazione dell'uomo verso le Americhe

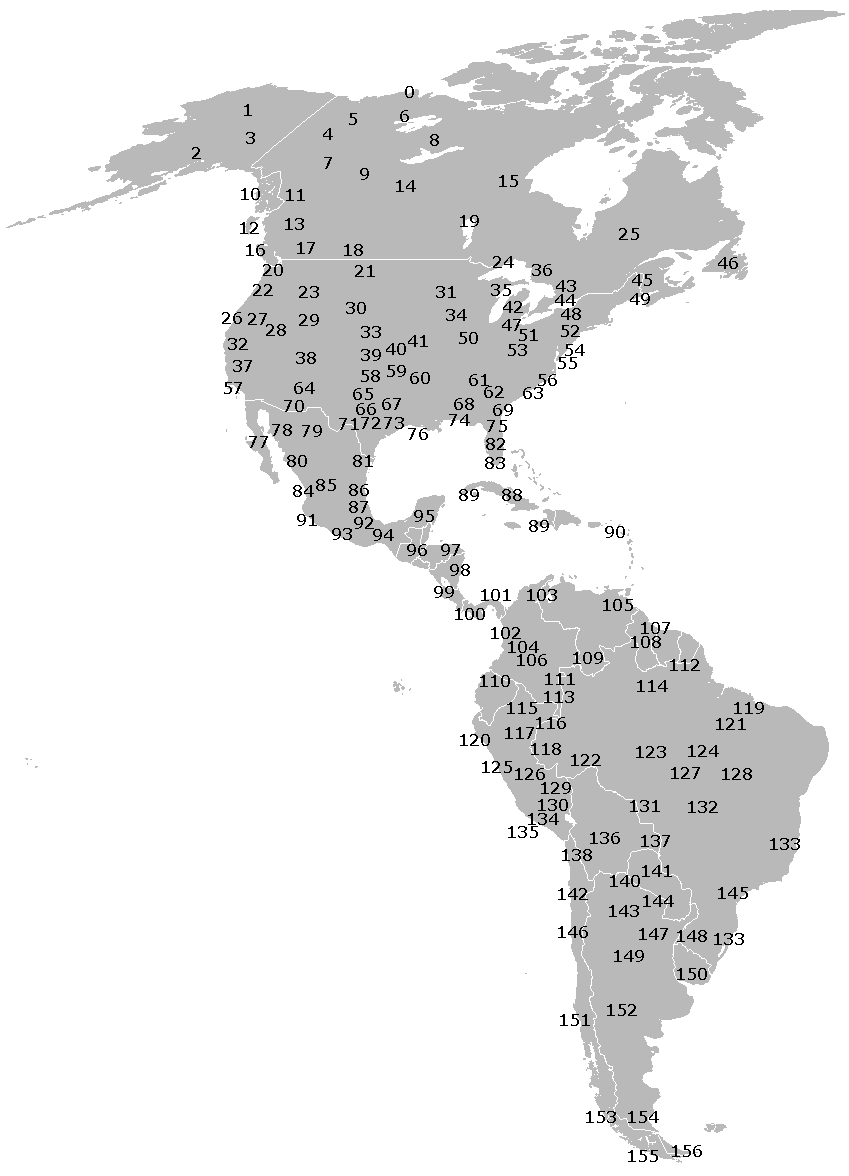
Questa mappa mostra la distribuzione dei differenti popoli indigeni delle Americhe tra il 1300 e il 1535 d.C.

Tutti gli scheletri umani ritrovati in America sono attribuibili a esseri umani biologicamente moderni. Si può supporre che le Americhe non fossero popolate da esseri umani finché questi non furono in grado di sviluppare la tecnica necessaria che consentisse loro di sopravvivere ed esplorare la tundra del nord-est dell'Asia. Queste condizioni necessarie non furono raggiunte prima di 40 000 anni fa. Non ci sono dubbi però che il Nord America fu inizialmente popolato da cacciatori-raccoglitori che si espandevano verso est dall'odierna Alaska. I primi gruppi di cacciatori-raccoglitori avrebbero attraversato la Beringia, un istmo lungo un migliaio di chilometri che univa l'Asia e il Nord America, in un periodo tra il 16000 a.C. e l'11000 a.C.
Le ricerche di Luigi Luca Cavalli-Sforza e dei suoi collaboratori, tuttavia, sostengono che i primi esseri umani siano arrivati nel continente circa 40 000 anni fa dall'Asia attraverso lo stretto di Bering via mare. Questa ipotesi è tuttavia altamente dibattuta benché plausibile.
Il modello Clovis, individuava invece tre ondate migratorie, avvenute circa 12 000 anni fa, dall'Asia attraverso le terre emerse dello stretto di Bering, la Beringia.
Altri flussi migratori si sono succeduti, nel passare dei secoli, da nord verso sud.

## Popoli indigeni del Nord America

### Regione artica

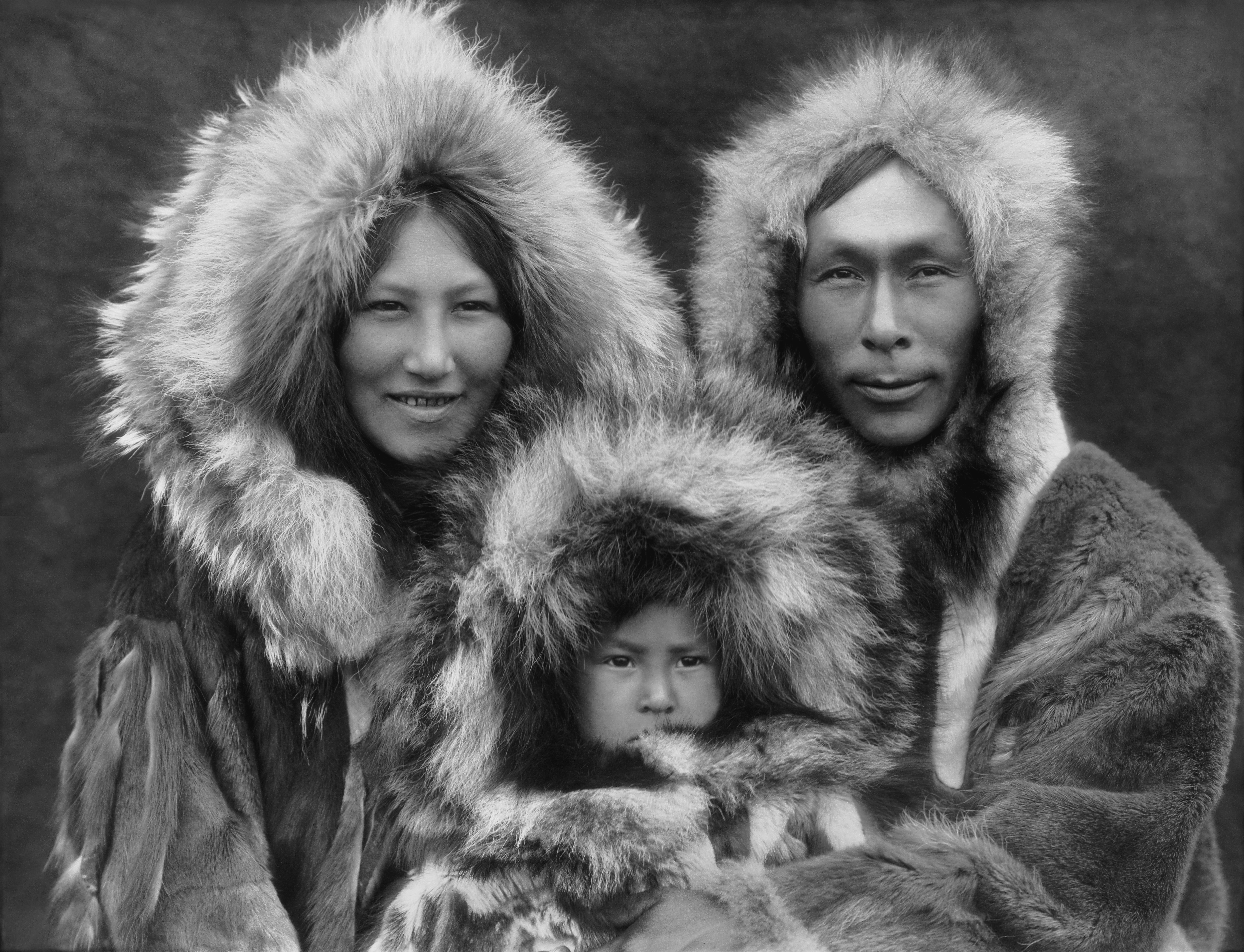
Famiglia Inupiat (Inuit che vivono in Alaska), fotografia di Edward Sheriff Curtis

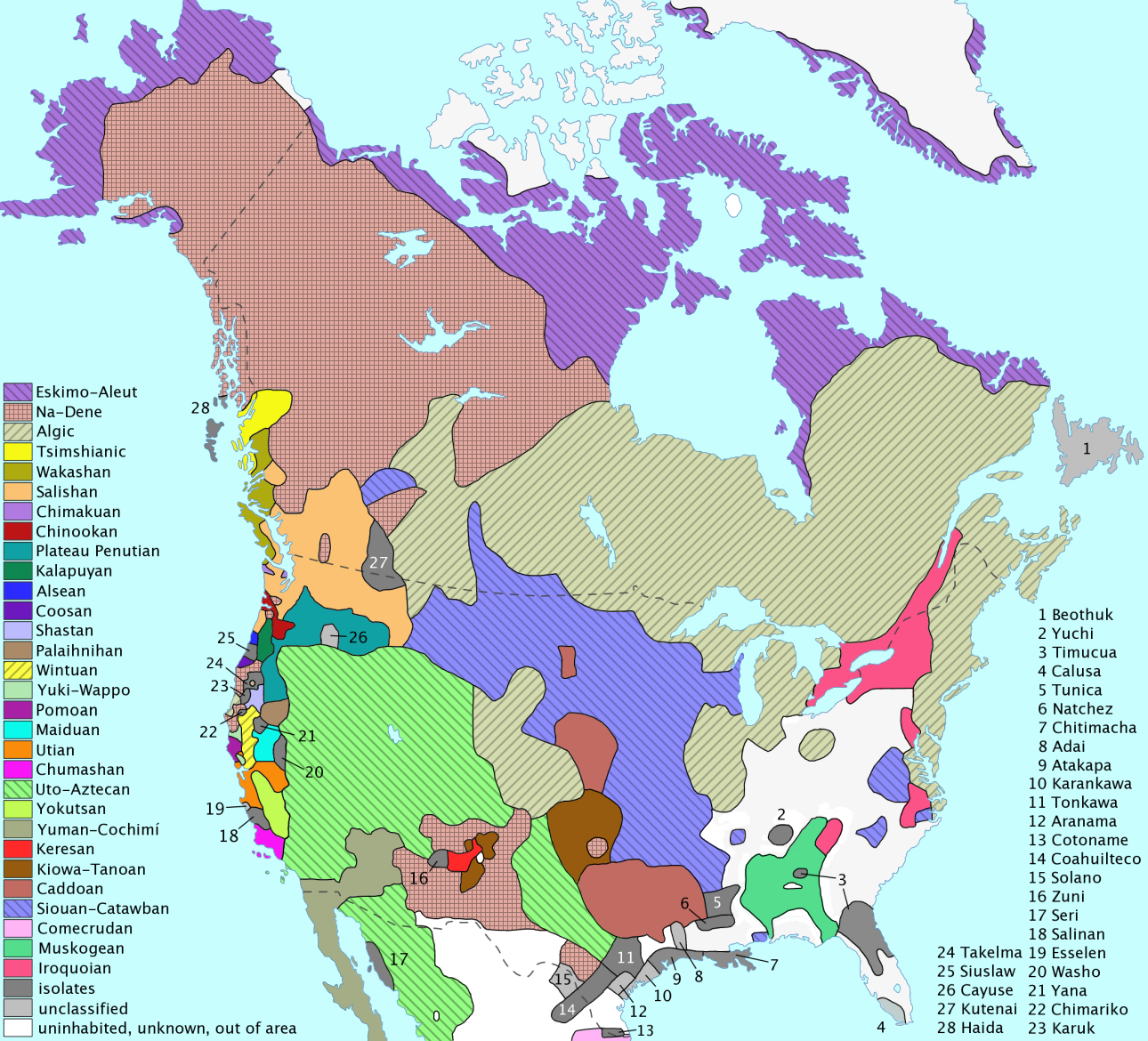
Lingue dei nativi americani in Nord America

La regione artica che comprende le coste dell'Alaska e il Canada settentrionale è, per motivi climatici, un territorio scarsamente popolato, in cui l'agricoltura è praticamente impossibile: qui le popolazioni vivevano cacciando foche, caribù/renne e, in alcune zone, balene. Durante l'estate abitavano in tende e in inverno in abitazioni costruite con blocchi di ghiaccio o blocchi di terra ricoperti di pelli. Anche ai nostri giorni i gruppi presenti hanno scarsi rapporti con altre popolazioni e sono molto legati alle loro tradizioni. In Alaska e nei territori situati nelle regioni artiche del Canada settentrionale (Yukon, Territori del Nord-Ovest, Nunavut) vivono gli Inuit e gli Yupik (gruppi che spesso vengono definiti con l'esoetnonimo "Eschimesi"), una parte dei quali emigrò in Groenlandia nell'XI secolo; la zona a sud-ovest è abitata dagli Yupik, presenti anche in Siberia, mentre gli Aleuti vivono nelle isole omonime.

### Regione subartica
A causa dell'inclemenza del clima, quindi dell'impossibilità di praticare l'agricoltura, le popolazioni dell'area subartica (comprendente quasi tutto il Canada dalla tundra quasi fino al confine con gli Stati Uniti) erano nomadi e vivevano in tende o in case interrate, dedicandosi alla pesca o alla caccia di alci e caribù/renne.
A est vivevano popolazioni di lingua algonchina, tra cui i Cree e gli Ojibway (detti anche Chippewa); a Ovest, gruppi di lingua athabaska (Carrier, Ingalik, Dogrib, Han, Hare, Koyukon, Kutchin, Mountain, Slavey, Tanaina, Yellowknife e altri). Queste popolazioni venivano generalmente guidate dai capifamiglia e i conflitti tra le varie tribù erano piuttosto rari.
Per quanto riguarda la religione, erano molto diffuse le credenze sugli spiriti guardiani e lo sciamanesimo. Molti di questi popoli ora sono sedentari e tuttora vivono di caccia e pesca.

### Costa nord-occidentale

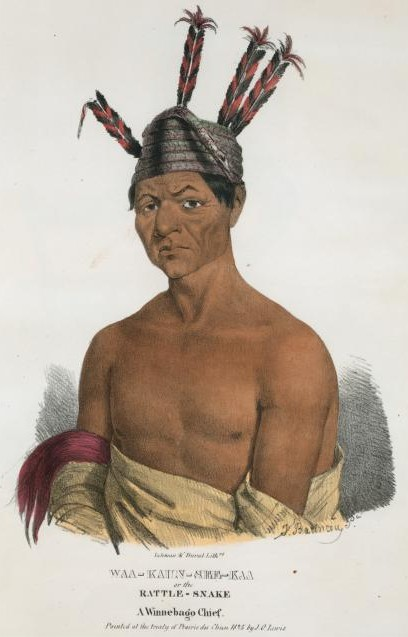
Capo tribù Winnebago, litografia del 1825

Nonostante la ristrettezza della zona abitabile (limitata a est dalle montagne), la costa nordoccidentale dell'oceano Pacifico ha fornito un ambiente ideale per gli abitanti, grazie ai fiumi Columbia e Fraser, eccezionalmente ricchi di salmoni.
Questo habitat particolarmente ricco, insieme col contributo di quello collinare, consentì l'incremento della popolazione, che dette vita a una cultura elaborata, organizzata in grandi case di legno e caratterizzata da ricche cerimonie e da un artigianato in legno. I villaggi solitamente erano composti da un centinaio di abitanti, spesso imparentati fra loro ed organizzati secondo una modalità gerarchica: i vari membri erano ordinati in base al proprio grado di parentela con il capo. Solo i prigionieri di guerra e gli schiavi venivano esclusi da questa classificazione.
Di fondamentale importanza era considerata la ricchezza individuale o del gruppo, la quale veniva ridistribuita durante il potlatch, una sorta di cerimonia nella quale il capo e il suo gruppo donavano i propri beni. Tutto questo aveva lo scopo di consolidare o accrescere il proprio status, per poter ricevere l'invito da altri potlatch e per riequilibrare la distribuzione dei beni tra i vari gruppi. La religione era basata principalmente sul culto degli antenati mitici: le loro rappresentazioni stilizzate erano raffigurate ovunque, sui pali totemici, sulle facciate delle case, sulle prore delle barche, sulle maschere e le coperte.
I gruppi più importanti sono: i Tlingit, gli Tsimshian, gli Haida, i Kwakiutl, i Nootka e i Chinook. La maggior parte delle lingue parlate in quest'area appartenevano alle famiglie atabasca, penutiana o mosana.

### Altopiano
Nell'altopiano compreso tra l'Idaho, l'Oregon orientale, lo stato di Washington, il Montana occidentale e la Columbia Britannica sud-orientale vivevano numerosi piccoli gruppi tendenzialmente pacifici (tra cui gli Yakama, gli Wallawalla, i Nimipu, noti fra gli europei come Nasi Forati, i Cayuse, i Palouse e, poco più a nord, nella zona dei Bitterroot Mountains, i Kalispell, noti come Pend d'Oreille, gli Skitswish, noti come Coeur d'Alene, i Kootenai, noti come Flathead o Flatbow e gli Atsina, noti come Gros Ventre). Sopravvivevano grazie alla caccia, alla raccolta di frutti e alla pesca del salmone. La loro cultura era parzialmente simile a quella dei loro vicini della costa nordoccidentale del Gran Bacino e della California. Le lingue appartenevano per lo più alle famiglie Sinwit Shahaptian Penutian (Yakima-Klickitat), Waiilatpuan Shahptian Penutian (Palouse, Cayuse, Wallawalla, Nimipu), Kithunan Salish Mosan (Kalispell, Skitswish, Kootenai), ma anche alla famiglia Algonquian (Atsina).

### Gran Bacino
L'area del Gran Bacino, comprendente le catene montuose e le vallate dello Utah, del Nevada e della California, è stata abitata da popolazioni il cui stile di vita arcaico rimase quasi invariato fino al 1850; le più conosciute sono i Paiute, gli Ute e gli Shoshoni, insieme ai Klamat, i Modoc e gli Yurok. Si trattava di piccole bande di raccoglitori, composte a volte da un'unica famiglia ed erano distribuite su un territorio inospitale con una densità abitativa estremamente bassa.
In estate si nutrivano di semi, radici, frutti di cactus, insetti, rettili e piccoli roditori, insieme con occasionali antilopi e cervi; i coyote invece non venivano mangiati perché li si credeva dotati di poteri soprannaturali. In inverno si dovevano affidare alle provviste estive perché la disponibilità di cibo era scarsissima e la minaccia della fame era sempre incombente. Nei periodi in cui il cibo era abbondante i vari gruppi si riunivano in bande più numerose, composte quasi esclusivamente da individui imparentati bilateralmente.
Il riconoscimento della leadership avveniva in maniera informale e raramente sorgevano conflitti fra tribù, causati di solito da accuse di stregoneria o da rivalità sessuali. La religione formale era poco praticata; veniva soprattutto ricercata l'alleanza con gli spiriti, conosciuti attraverso sogni e visioni, che era ritenuta capace di conferire poteri connessi con la medicina, la caccia e il gioco d'azzardo.

### California
L'area culturale californiana comprende approssimativamente la superficie dello Stato attuale, con l'esclusione della zona sud orientale lungo il fiume Colorado. La popolazione ivi installata, che secondo le stime ottimistiche contava forse 200 000 abitanti, parlava più di 200 linguaggi distinti.
Fra i gruppi più importanti vi erano: i Pomo, i Modoc, gli Yana, i Chumash, i Costanoan, i Maidu, i Miwok, i Patwin, i Salinan, i Wintun, gli Yokut, gli Yuki e i cosiddetti Mission Indians (Indiani delle Missioni), Cahuilla, Diegueño, Gabrileño, Luiseño e Serrano.
Tutti i Nativi americani della zona californiana erano principalmente raccoglitori di ghiande, semi erbacei e altri vegetali commestibili. Pesci e frutti di mare avevano importanza sulla costa, mentre nell'interno si cacciavano cervi, orsi e piccoli mammiferi vari. Il villaggio, composto anche da più di 100 persone, col suo particolare dialetto, era spesso la più ampia unità politica esistente. Diffusa era l'usanza delle metà esogame, che consentiva l'endogamia, pratica secondo la quale i matrimoni avvenivano solo all'interno del villaggio però diviso a sua volta in due metà, per cui i membri di un gruppo dovevano combinare il loro matrimonio con un membro dell'altro gruppo.
I capi, a volte ereditari, organizzavano la vita sociale e cerimoniale, ma avevano scarso potere politico. I conflitti organizzati fra villaggi erano rari. Frequenti erano i riti di cura, le cerimonie della pubertà maschile e l'uso rituale di sostanze psichedeliche.

### Pianure

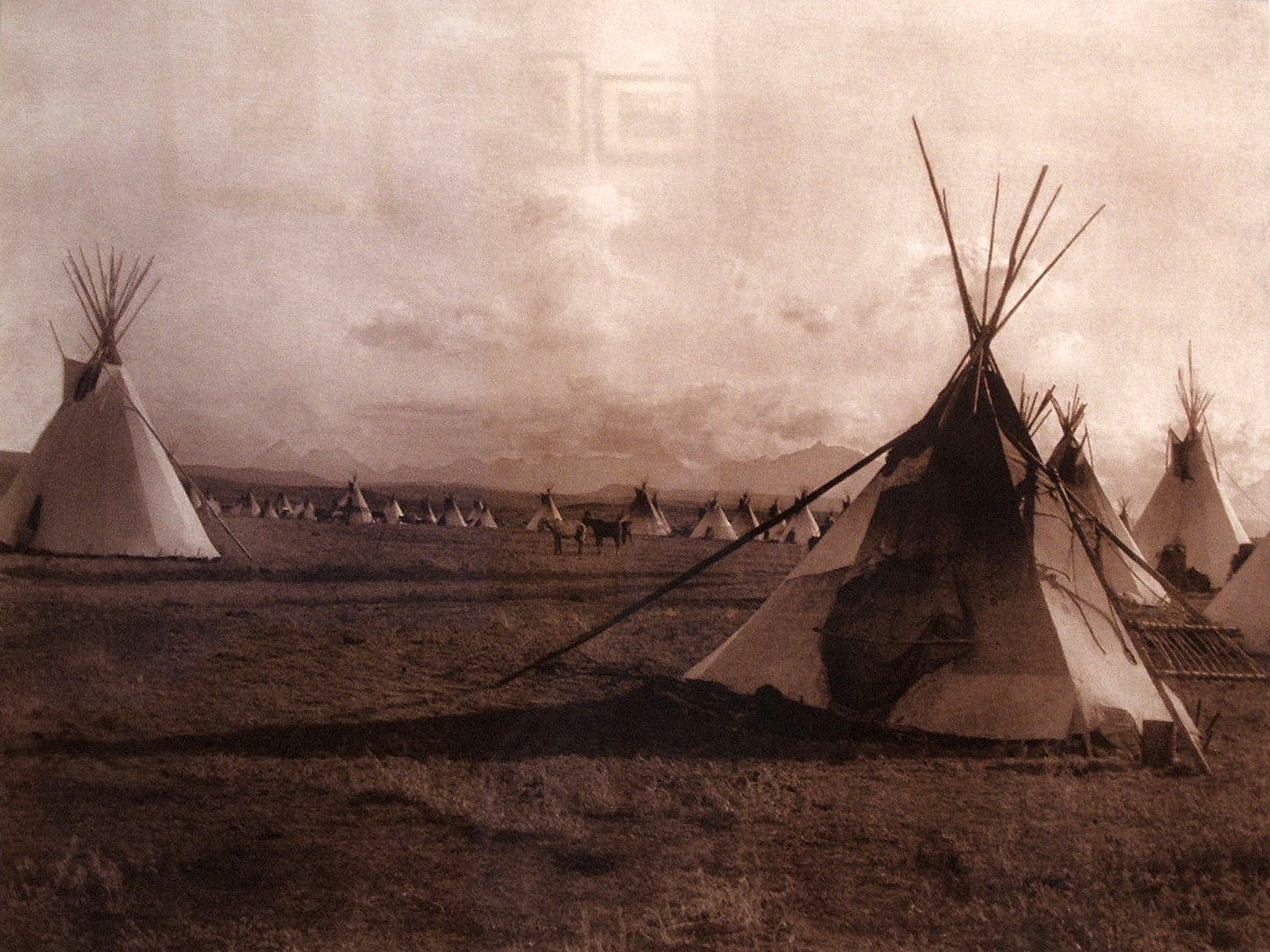
Teepee dei nativi nordamericani fotografati da uno dei massimi studiosi della loro civiltà, Edward Sheriff Curtis (1868-1952). L'immagine è stata esposta al Museo delle culture del mondo di Genova

Nella zona delle Pianure (ovvero le praterie che si estendono dal Canada centrale fino al Messico e dal Midwest alle Montagne Rocciose) si erano installate popolazioni che vivevano in piccoli gruppi nomadi al seguito delle grandi mandrie di bisonti, in quanto la caccia ha costituito la principale risorsa alimentare fino al 1890, anche se lungo il Missouri e altri fiumi delle pianure erano presenti rare forme di agricoltura stanziale. La densità abitativa era molto bassa.
Tra i primi abitanti delle praterie possiamo ricordare i Piedi Neri (cacciatori), i Mandan e gli Hidatsa (agricoltori); in seguito, quando i coloni europei conquistarono le zone orientali ricche di foreste, molte popolazioni del Midwest si spostarono nelle Pianure: tra questi i Sioux, gli Cheyenne e gli Arapaho, preceduti dagli Shoshoni e dai loro parenti Comanche, provenienti però dal Gran Bacino.
Quando il cavallo fu introdotto dagli europei (XVII secolo) e poi si diffuse in tutte le Grandi Pianure (XVIII secolo), nella zona si mescolarono tutta una serie di popoli precedentemente sedentari, disturbati dai cacciatori-guerrieri a cavallo delle zone vicine. Gli antichi raccoglitori e agricoltori d'estate cominciarono a organizzarsi in accampamenti di dozzine di tipì trasportabili disposti in cerchio, per praticare la caccia al bisonte in maniera intensiva. Le cerimonie pubbliche, in particolare la danza del sole, servirono a creare nei gruppi legami più saldi e un obiettivo comune.
Il potere individuale, perseguito in primo luogo con la ricerca della visione, accompagnata da automutilazioni e severe ascesi, veniva manifestato tramite la partecipazione alle incursioni belliche contro i nemici. Le società guerriere, alle quali gli individui aderivano in gioventù, divennero in breve tempo organizzazioni specializzate nella guerra, spesso con funzioni di controllo dell'ordine all'interno dei grandi accampamenti. Il successo nelle incursioni (condotte di solito da meno di una dozzina di uomini), il possesso di molti cavalli e il potere ottenuto attraverso le visioni o la danza del sole erano i segni del rango fra gli indigeni delle Grandi Pianure.

### Foreste orientali
Coperta in origine da una fitta vegetazione, l'area delle foreste orientali (comprendente le regioni temperate degli Stati Uniti e del Canada orientali, dal Minnesota e Ontario fino all'oceano Atlantico a est e fino alla Carolina del Nord a Sud) era abitata inizialmente da cacciatori: intorno al 7000 a.C. si svilupparono l'agricoltura, la pesca, la lavorazione della pietra e, nella zona dei Grandi Laghi, del rame.
I Nativi abitanti quest'area comprendevano gli Irochesi e gli Uroni e anche popolazioni di lingua algonchina, tra cui gli Ojibway (Chippewa) e i loro parenti Ottawa, i Lenape (o Delaware), i Mohicani, i Mi'kmaq, i Narragansett, gli Shawnee, i Potawatomi, i Kickapoo, i Menominee, gli Illiniwek. Anche i Sioux abitavano originariamente delle Foreste Orientali, ma furono in larga parte spinti a ovest, verso le grandi praterie, dalle tribù algonchine armate dagli Europei.

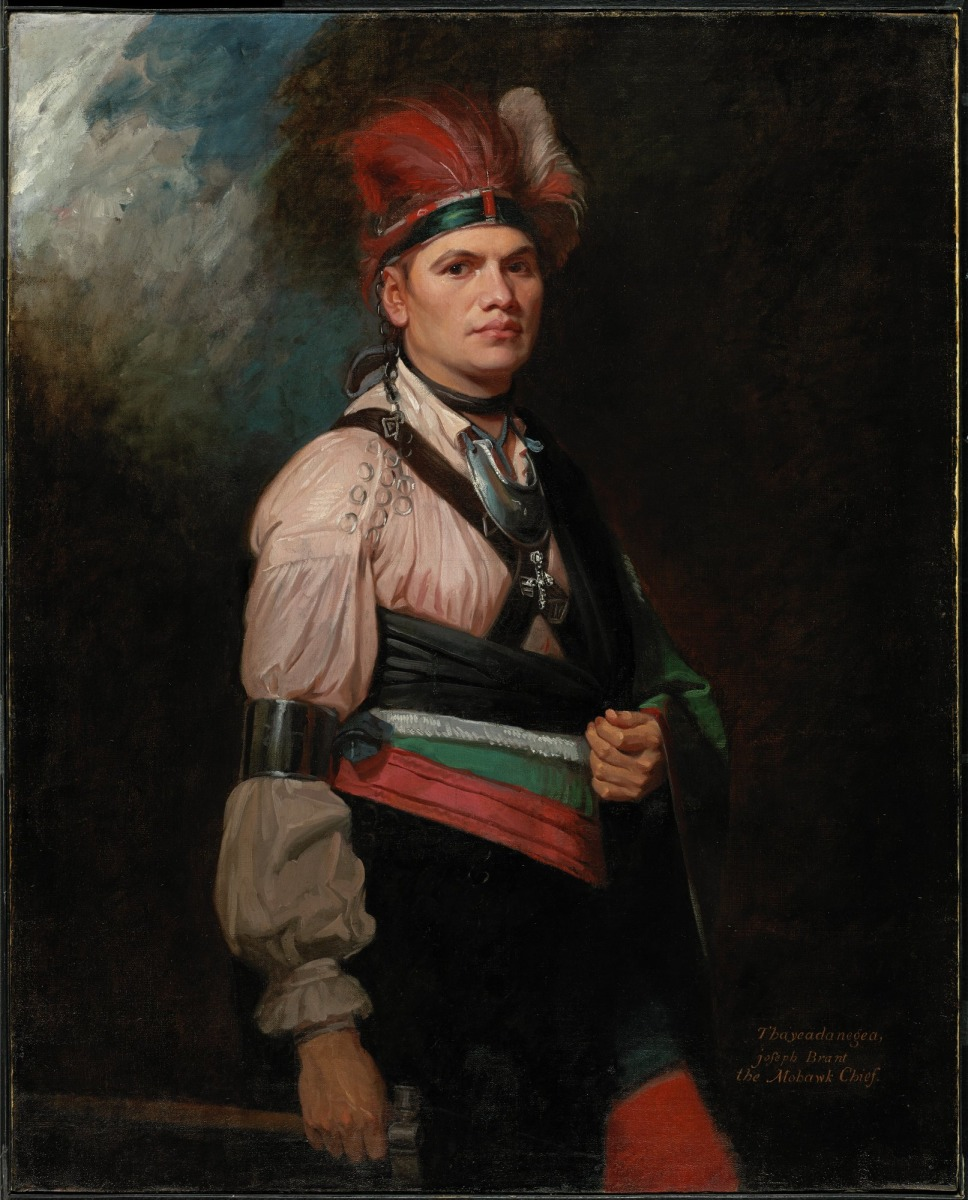
Joseph Brant, celebre capo Mohawk

A cavallo tra il XVIII e il XIX secolo anche la maggior parte dei gruppi algonchini e così pure degli Irochesi, furono costretti a spostarsi a ovest, verso il Territorio Indiano o a nord verso il Canada, dalla politica dei neonati Stati Uniti d'America che subivano la pressione dei coloni di origine europea in cerca di terra da coltivare e città da costruire, che si scontrava con il modello di vita delle tribù indiane basato su grandi spazi a disposizione; alcuni gruppi rimasero comunque nella regione, raccolti di solito in piccole comunità.
Il clima freddo del nord-est e dei Grandi Laghi tendeva a limitare l'orticoltura e a costringere alla raccolta delle piante selvatiche; i cibi più importanti erano il pesce, gli animali da caccia, lo sciroppo d'acero e il riso selvatico. Fra i coltivatori gli uomini si limitavano in genere a preparare il terreno per la coltivazione, che era opera essenzialmente femminile. I popoli di lingua irochese erano organizzati in villaggi matrilineari guidati da un consiglio: le donne avevano un ruolo importante nel governo dei villaggi.
Fra la costa orientale e i Grandi Laghi vivevano i popoli di lingua algonchina, organizzati per lo più in piccoli villaggi, semisedentari, fortemente influenzati dai loro vicini meridionali. Le attività orticole erano in genere poco sviluppate lungo la costa, dove la raccolta dava un prodotto assai abbondante. La leadership era in genere debole, il territorio mal definito e l'organizzazione politica somigliava a quella delle piccole tribù di altre zone. Queste furono fra le prime culture nomadi o seminomadi installate nell'area a subire l'impatto della diversa civilizzazione europea in espansione e nel conflitto impari tra le due civiltà molte di esse erano già scomparse prima dell'inizio del Settecento.

### Sud-est
La regione a clima tropicale che si estende a nord del golfo del Messico, dalle coste dell'Atlantico al Texas centrale, era originariamente coperta di foreste di pini e popolate da daini. Nel 3000 a.C. in quest'area si sviluppò l'agricoltura che determinò un forte incremento demografico, mentre intorno al 1400 a.C. furono costruite le prime città.
Al momento dell'arrivo degli Spagnoli e dei Portoghesi nei secoli XVI-XVII, però, le epidemie cominciarono a decimare la popolazione. Alcune popolazioni native di questa zona, che comprendevano: i Cherokee, i Creek, i Chickasaw, i Choctaw e i Seminole, erano conosciute come le Cinque Nazioni Civilizzate, in quanto la loro economia e la loro organizzazione sociale erano più articolate e in qualche modo più vicine a quelle europee. Nella stessa area erano insediati anche i Natchez, ma la loro cultura, molto elaborata, fu distrutta dall'impatto degli spagnoli alla fine del XVIII secolo.
Fra i gruppi più importanti del sud-est sono da segnalare anche: gli Alabama, i Caddo, i Quapaw, i Biloxi, i Chitimacha, i Timucua e i Tunica (Tunican). Molti di questi popoli raggiunsero i più complessi livelli culturali a nord della Mesoamerica. Un'orticoltura produttiva integrata dagli abbondanti prodotti delle foreste fornì la base materiale ai loro grandi insediamenti sottoposti all'autorità centralizzata di un capo.
Ebbero villaggi di centinaia di abitanti fortificati con palizzate, che contenevano grandi tumuli sui quali sorgevano i templi al cui interno ardeva il fuoco perenne e le abitazioni delle classi superiori. I capi e i re esercitavano il potere assoluto sui sudditi, nobili e popolani e in alcuni casi comandavano più di una dozzina di villaggi. Frequenti erano le guerre e le incursioni.

### Sud-ovest
L'area culturale del sud-ovest si estende su una regione calda e arida di montagne e bacini cosparsi di oasi: gli abitanti di quest'area comprendente l'Arizona, il Nuovo Messico, il Colorado meridionale e l'adiacente Messico settentrionale, dapprima cacciatori di mammut e poi del bisonte, diedero origine a una cultura, definita arcaica, sviluppatasi tra l'8000 a.C. e il 300 ca. a.C. Sono state ritrovate tracce di culture precedenti, come i Clovis, risalenti addirittura a epoche precedenti (11.000 anni fa).
Nel sud-ovest si muovevano popoli di cacciatori-raccoglitori (fra cui gli Apache, gli Havasupai, i Seri, gli Hualapai, gli Yavapai) ma esistevano anche popoli di orticoltori, come i Mohave, i Navajo, i Papago, i Pima, i Pueblo (fra cui gli Hopi e gli Zuñi), gli Yaqui, gli Yuma (Nijoras), i Cocopah e gli Opata. Nonostante la sua aridità, la regione offriva una certa quantità di cibi selvatici, sia animali sia vegetali, che fornivano il sostentamento necessario agli insediamenti, organizzati patrilinearmente o matrilinearmente. Erano frequenti le incursioni contro gli orticoltori vicini.
Intorno al 300 a.C. alcune popolazioni del Messico, a economia basata sulla coltivazione di mais, fagioli, zucche e meloni in terreni irrigati, emigrarono nell'Arizona meridionale. Chiamati Hohokam, furono gli antenati degli odierni Pima e Papago. L'agricoltura fu praticata anche dagli Anasazi: i loro discendenti sono gli attuali Pueblo, cui si aggiunsero in seguito gli attuali Navajo e vari gruppi di Apache. Risalgono al 1000 a.C. le prime caratteristiche tombe coperte da tumuli sepolcrali, diventate in seguito centri di culto, tipiche della prima civiltà Hopi.

### Aspetti culturali

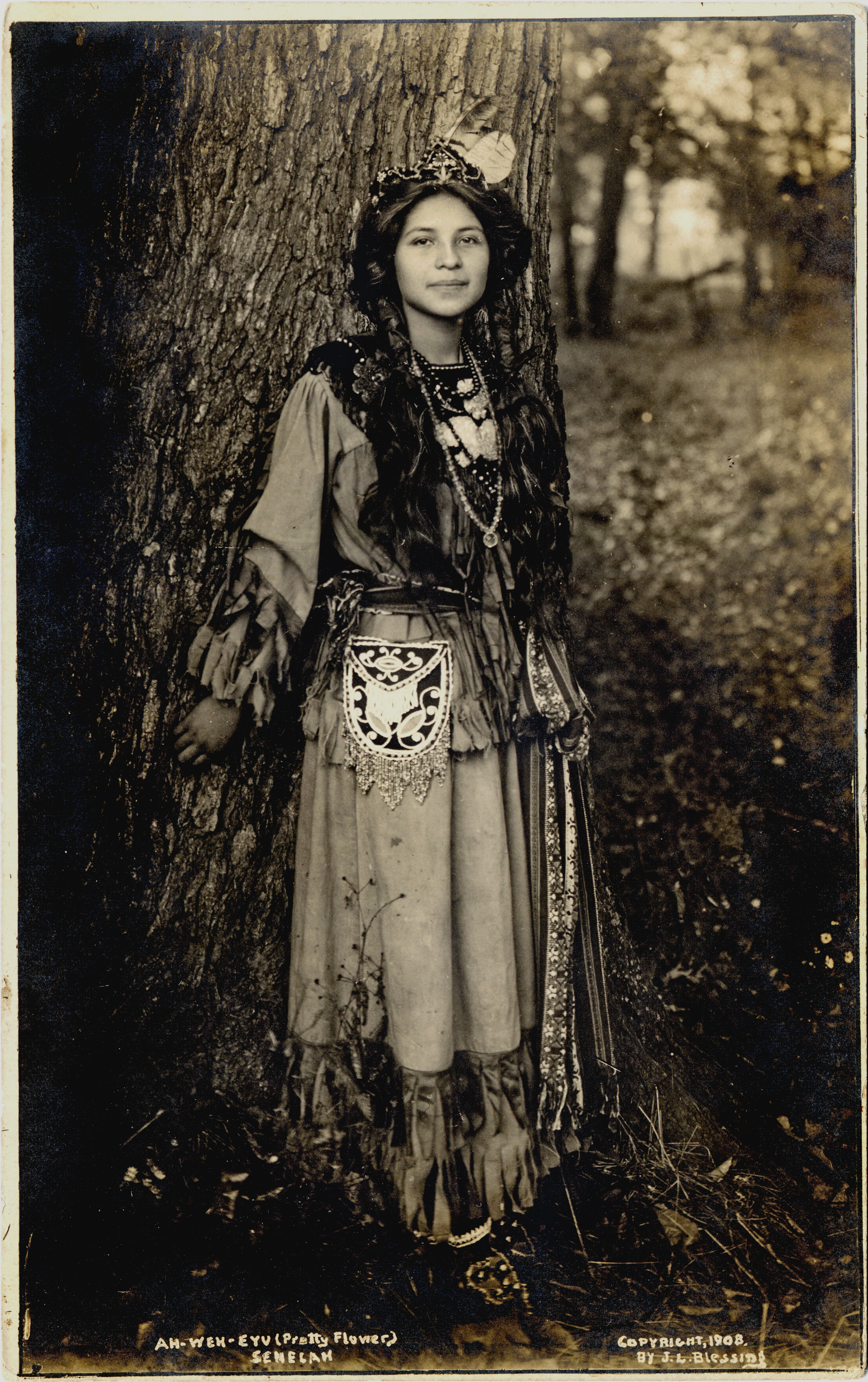
Donna della Nazione Seneca nel 1908

Benché le caratteristiche culturali, come la lingua, i costumi e le usanze varino enormemente da una tribù all'altra, ci sono alcuni elementi che si possono incontrare frequentemente e sono condivisi da molte tribù.

#### Religione
La religione più diffusa è conosciuta con il nome di Chiesa nativa americana. È una chiesa sincretistica che unisce elementi dello spiritualismo nativo provenienti da un numero di differenti tribù con elementi simbolici tipici del Cristianesimo. Il suo rito principale è la cerimonia del peyote. La Chiesa del Peyote ha aiutato molto i popoli nativi a uscire dal vortice di decadenza alla quale il popolo rosso era arrivato apprendendo gli usi e costumi ma soprattutto i vizi dei bianchi, recuperando almeno in parte le proprie radici culturali perse dopo i vari stermini perpetrati dagli invasori europei per puri fini commerciali e di guadagno.
Molto della cultura indiana americana si è andata mischiando ai simboli cristiani degli invasori, così come già accadde anche per quello che riguardava la tratta degli schiavi africani che mischiarono tradizioni nere a quelle cristiane pur di poter continuare a pregare le loro entità. Nella parte sud-occidentale degli Stati Uniti d'America, specialmente nel Nuovo Messico, il sincretismo tra il Cattolicesimo portato dai missionari spagnoli e la religione nativa è piuttosto comune; i tamburi, i canti e le danze dei Pueblo sono regolarmente parte della Messa.
Gli agricoltori e allevatori del Sud-ovest semidesertico erano stanziali ed inventarono le Danze della Pioggia in quanto dovevano sempre lottare contro la scarsità d'acqua. I nativi erano in costante contatto con la natura, aspetto che si rispecchiava nel loro variegato mondo spirituale. Essi praticavano l'animismo: i fenomeni meteorologici erano per loro manifestazione degli spiriti naturali che potevano essere evocati durante lo stato di trance, indotto da svariate sostanze psicotrope: funghi, erbe o cactus allucinogeni, come il peyote del Sud-ovest. Si poteva entrare in contatto con gli spiriti anche mediante il digiuno, l'isolamento forzato o prove cruente come la danza del sole, un rito di purificazione che consisteva nello stare appesi ad un palo per quattro giorni per abituare il guerriero a sopportare i più terribili dolori. Mediatori fra la tribù e gli spiriti erano i medicine-men, gli sciamani che insieme alle donne si occupavano anche della salute di tutti. I guaritori indiani utilizzavano anche la salicina, contenuta nella corteccia del salice e dei pioppi ed usata contro febbri ed infiammazioni. Dai cicli della natura derivava anche la loro cosmologia che immaginava un universo circolare, dove tutto torna alla natura. Questa particolare concezione cosmologica era rispecchiata nel cerchio magico dove si svolgevano assemblee e riti sacri. Al centro di tutto stava il Grande Spirito: gli indiani delle Grandi Pianure lo chiamavano Wakan Tanka, gli Algonchini invece Manitò (diventerà Manitù nei fumetti di Tex Willer). Molto importanti, sotto il profilo culturale, erano gli animali: secondo i loro miti, il corvo e il coyote insegnarono all'uomo l'uso del fuoco. Ma ogni popolo di nativi aveva il proprio totem, animale da cui si considerava discendente.

#### Musica e arte
La musica dei Nativi americani è monofonica anche se ci sono notevoli eccezioni. La musica nativa tradizionale prevede i tamburi ma pochi altri strumenti, anche se i flauti vengono impiegati da alcuni gruppi. La tonalità di questi flauti non è molto precisa e dipende dalla lunghezza del legno usato e dalla grandezza della mano del suonatore.
La forma più diffusa di musica pubblica tra i Nativi americani negli Stati Uniti è il powwow. Durante questa manifestazione, così come nell'annuale Gathering of Nations ad Albuquerque nel Nuovo Messico, membri di gruppi di suonatori di tamburi si siedono in cerchio intorno a un grande tamburo, mettendosi a suonare all'unisono mentre cantano nelle loro lingue native e i danzatori colorati ballano in senso orario intorno ai suonatori.
Le attività musicali e artistiche scandiscono la vita degli indiani, molto più del lavoro, che è ridotto al minimo necessario per la sopravvivenza.
Le sonorità dei Nativi americani sono state riprese anche da molti artisti di musica pop e rock, come ad esempio Robbie Robertson (The Band e con Bob Dylan) originario di madre indiana.
L'arte dei Nativi americani costituisce una categoria importante nel panorama dell'arte mondiale. Il contributo dei Nativi americani include stoviglie di: terracotta, gioielli, vestiti, sculture.
Nell'area delle foreste dell'est si diffusero la lavorazione della pelle, le decorazioni di vasi, sacche e cinture, tra le quali quelle multicolori chiamate wampum con disegni simbolici.
In tutte le aree nordamericane molto importante è l'arte delle maschere in legno a fini religiosi, raffiguranti demoni e spiriti.
Molto diffuse la pittura della pelle sia di tipo figurativo sia con temi geometrici, l'arte dell'intreccio del vimini, la decorazione di ceramiche e la tessitura.

#### La democrazia indigena
Ogni individuo si sentiva parte di Madre Natura, quindi anche un membro del suo popolo. Una nazione indiana si componeva di gruppi locali (in inglese bands) che erano politicamente autonomi ed economicamente autosufficienti. Le comunità di sussistenza e sopravvivenza erano organizzate per clan, sparpagliate in villaggi per lo più privi di un potere centrale. Ogni "banda" prendeva decisioni autonomamente dopo essersi riunita in assemblee e consigli. I nativi erano guidati da leader rappresentativi, scelti dai membri del gruppo. Tra i cacciatori-raccoglitori in genere il capo era il più anziano o quello con più esperienza. La carica del leader era vitalizia o temporanea, ma il capo poteva essere destituito se era considerato indegno. Uomini e donne avevano ruoli complementari. Il padre insegnava ai figli maschi la caccia e la guerra che poteva essere molto dura. La madre invece spiegava ai figli le regole della società e tramandava loro le tradizioni.

## Popoli indigeni del Centro America

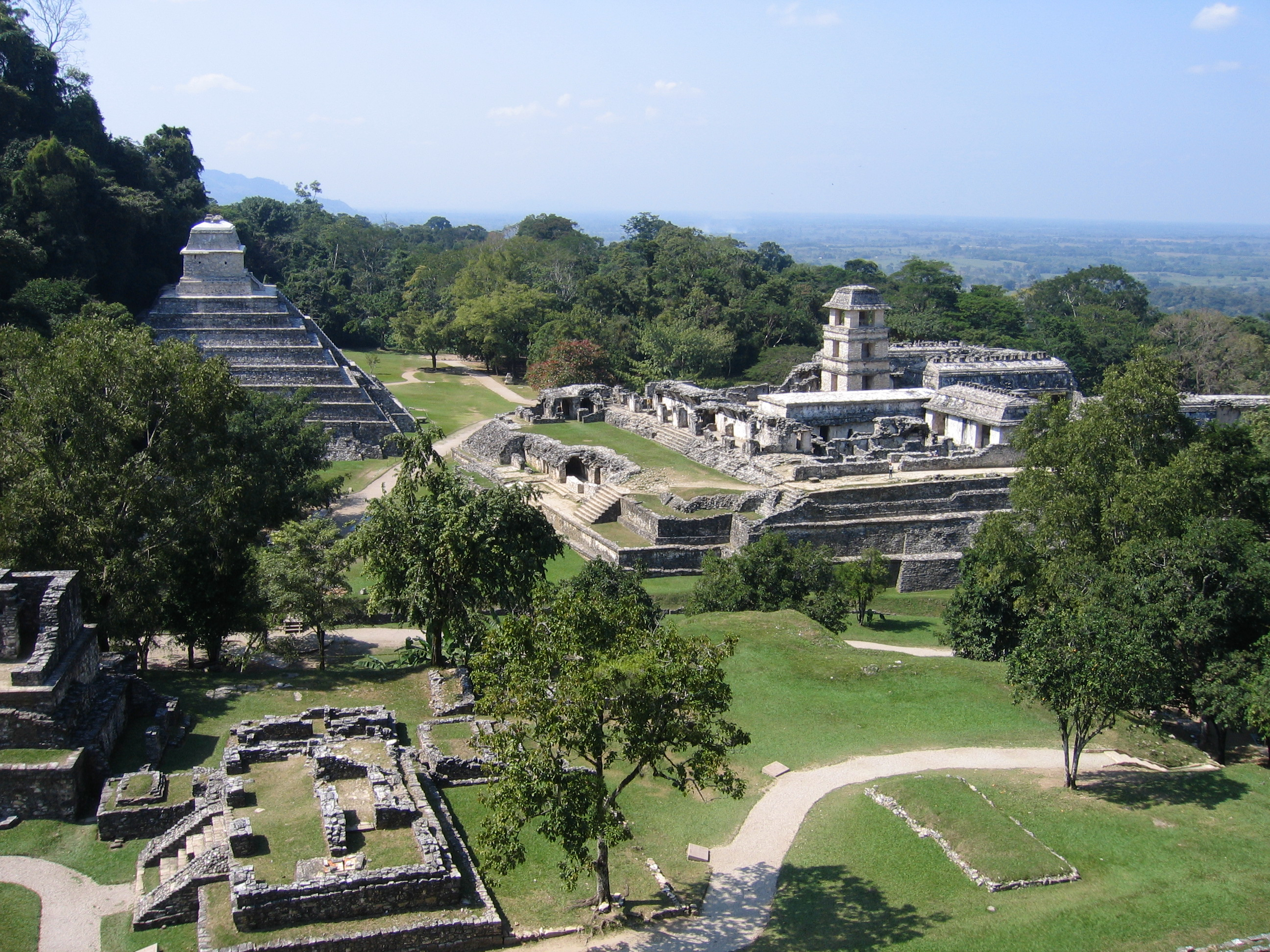
Rovine del grande centro cerimoniale maya di Palenque

Fin dal 1400 a.C. in Messico e nella parte settentrionale dell'America centrale fiorirono civiltà di notevole importanza, oltre a diverse tribù: sulla costa orientale del Messico gli Olmechi eressero templi e imponenti palazzi fino a cadere in declino intorno al 400 a.C. In seguito il Messico centrale fu dominato per circa duecento anni dalla civiltà di Teotihuacan e nel sud-ovest e nello Yucatán e Guatemala si svilupparono le Città-Stato dei Maya.
Nell'XI secolo il Messico era controllato dai Toltechi, ai quali fecero seguito gli Aztechi e poi gli spagnoli. Le popolazioni che risiedevano nel Mesoamerica (Messico, Guatemala, El Salvador e la parte occidentale dell'Honduras e del Nicaragua), con la loro produzione agricola, alimentavano i grandi mercati cittadini. Erano inoltre dotate di strutture sociali complesse e svilupparono un'arte e una cultura raffinate, però distrutte quasi interamente dalla conquista spagnola.
Le civiltà mesoamericane ebbero una scrittura geroglifica, libri di carta di corteccia, carte geografiche, la matematica posizionale e il concetto dello zero, gli osservatori astronomici, un calendario di grande precisione e la previsione delle eclissi, complessi centri civico-cerimoniali e società stratificate con sovrani assoluti. Tutti questi popoli furono assoggettati dagli spagnoli e fatti diventare contadini a loro servizio.

## Popoli indigeni del Sud America

### Area settentrionale e Caraibi
Quest'area geografica comprende ambienti molto diversificati: giungle, savane, zone aride e la parte settentrionale delle Ande. Sin dall'epoca arcaica la popolazione che vi risiede viveva organizzata in piccole comunità. Tra i popoli indigeni della Colombia, i Chibcha erano famosi per l'oreficeria, mentre altri gruppi, come i Mosquito del Nicaragua, i Cuna di Panama, gli Aruachi e i Caribi dei Caraibi, avevano come attività principali la caccia e la pesca.

### Area amazzonica
La regione amazzonica con tutta probabilità non fu abitata prima del 3000 a.C. Qui le popolazioni indigene, che lavoravano il cotone e si dipingevano il corpo, mantengono anche oggi molti dei costumi tradizionali anche se il loro habitat è seriamente minacciato dallo sfruttamento intensivo delle miniere e del legname. Nell'area vivono numerosi gruppi, tra cui gli Ye'kuana, i Tupinamba e quelli che parlano le lingue degli Aruachi e dei Caribi.
In queste zone spesso forti piogge dilavavano le sostanze nutrienti del suolo e queste società agricole erano costrette a spostare continuamente le coltivazioni, trasferendo spesso interi villaggi. La coltivazione taglia-e-brucia di vari tuberi, cereali e palme forniva un'alimentazione abbondante, ma povera di proteine, le cui principali fonti erano invece il pesce e le tartarughe con le loro uova, integrate dall'esiguo prodotto di una caccia difficile a vari mammiferi di grande e piccola taglia.
I villaggi erano in genere piccoli (100-1000 abitanti) e la densità bassa (ca. 2 ab./km²): questi centri erano spesso la più vasta unità di aggregazione politica. La forma più diffusa di affiliazione sociale era il patrilignaggio, sebbene esistessero clan in alcuni dei centri più grandi. Nelle società più piccole la leadership era esercitata da un anziano, mentre nelle comunità più numerose gli sciamani acquisivano a volte il potere attraverso l'intimidazione. In alcune delle società dell'alta Amazzonia esistevano anche strutture di classe. Gli sciamani guidavano le cerimonie della pubertà, del raccolto e della morte, tutte assai elaborate in quest'area culturale. Molti individui diventavano sciamani grazie all'impiego di potenti droghe allucinogene.

### Ande centrali e meridionali

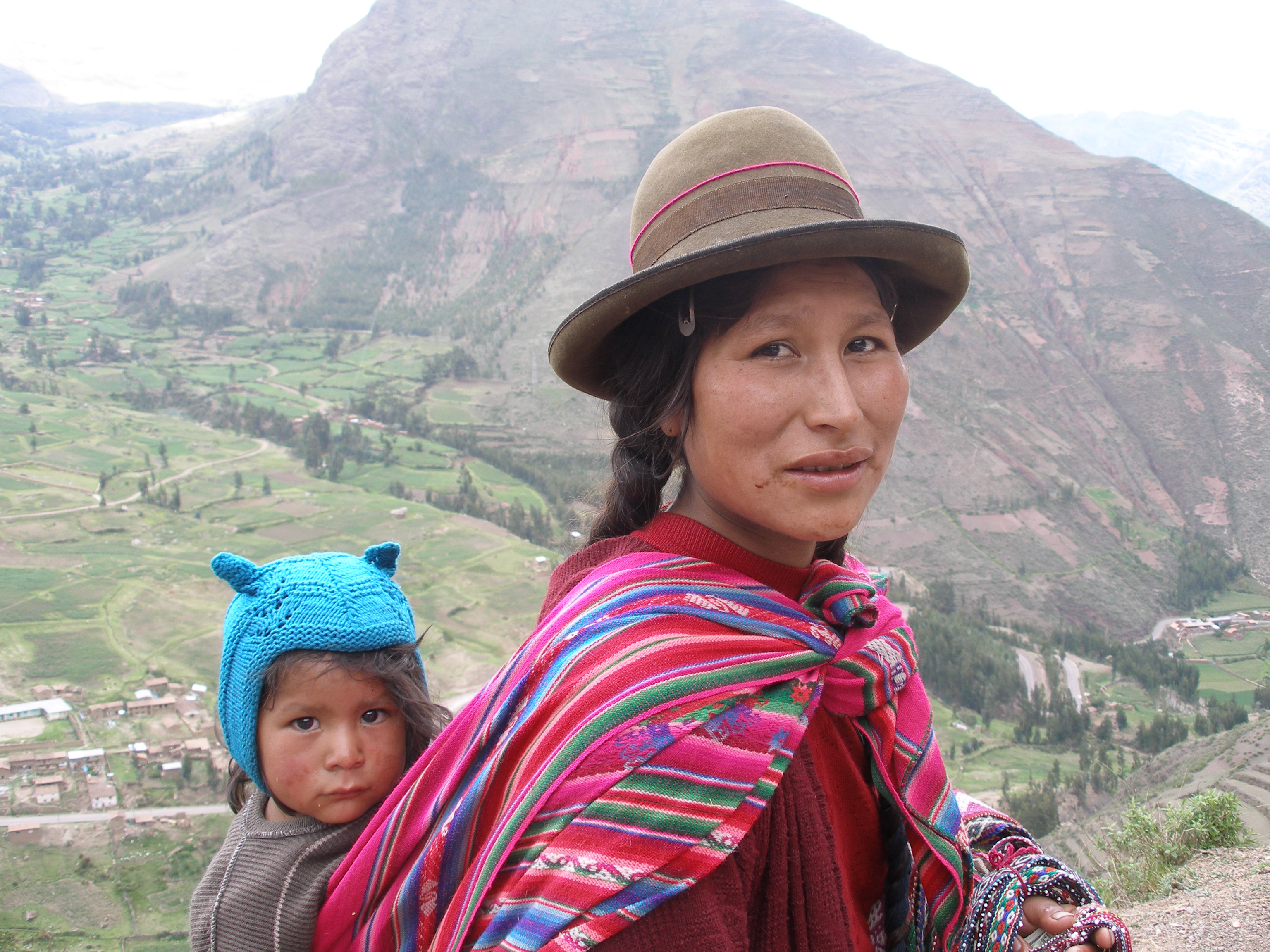
Donna Quechua e bambino nella Valle sacra degli Incas, Perù

La parte centrale e meridionale delle Ande, quella cioè che attraversa la parte occidentale dell'America del Sud, con le sue strette valli comprese tra i monti e l'oceano Pacifico, ha ospitato grandi civiltà indigene. I popoli che abitavano i villaggi delle valli costiere del Perù centrale, edificarono dopo il 2000 a.C. grandi templi di pietra e mattoni. Dopo il crollo di queste civiltà (Huari, Tiahuanaco e Chimú), tutto il moderno Perù fu conquistato dagli Inca, che estesero il loro dominio anche negli attuali stati di: Ecuador, Bolivia, Cile, Argentina e Colombia.
Nel XVI secolo, l'Impero inca, indebolito da lotte interne, fu facilmente conquistato dai conquistadores spagnoli. Allo stato attuale sopravvivono numerose popolazioni di lingua quechua (lingua ufficiale dell'impero inca). Oltre ai quechua, sono presenti altre popolazioni che mantengono ancora lingue e tradizioni di epoca precolombiana. È il caso degli aymara che vivono nel Perù meridionale e in Bolivia e dei mapuche in Cile e in Argentina.

### Regione meridionale
In questa zona, che comprende l'Uruguay e l'Argentina, vivono popolazioni contadine, come i Pampas che tuttora abitano in villaggi e coltivano mais, patate e cereali. In seguito alle invasioni spagnole questi gruppi cominciarono ad allevare anche bestiame e cavalli. Più a Sud, nelle pampa, era impossibile praticare l'agricoltura, perciò le popolazioni vivevano di caccia o di pesca; nei pressi dello stretto di Magellano, invece, le popolazioni vivevano principalmente pescando foche e leoni marini.
Questi gruppi avevano la più bassa densità di popolazione di qualsiasi altra cultura sudamericana e conoscevano solo una semplice organizzazione per bande. Tutti presentavano una scarsa produttività di alimenti e una tecnologia elementare. La religione conosceva i riti di passaggio, lo sciamanesimo e la credenza negli spiriti. Faide e incursioni erano rare: la sopravvivenza di queste società dipendeva dalla loro capacità di sfuggire ai più potenti e bellicosi vicini.

## Calo demografico e sterminio
Per genocidio dei Nativi americani o genocidio indiano si intende il calo demografico e lo sterminio sistematico condotto con motivazioni di controllo del territorio, economiche, etniche, politiche o religiose dei Nativi americani (detti anche Indiani d'America, Pellerossa o, nel centro-sud America, Indios e Amerindi) e perpetratosi dall'arrivo degli Europei alla fine del XV secolo fino al XX secolo. Si ritiene che in questo periodo tra i 50 e i 100 milioni di nativi siano morti a causa dei colonizzatori. Ciò come conseguenza diretta di guerre di conquista avvenute con armi impari, perdita dell'ambiente tradizionale, cambio dello stile di vita e malattie introdotte volontariamente o accidentalmente, oppure per deliberato sterminio, perché considerati biologicamente o culturalmente inferiori (Teorie di supremazia razziale o culturale).
L'impatto sulla composizione etnica della popolazione ebbe diversi caratteri, con differenze significative di comportamento tra i conquistatori di matrice neolatina (spagnoli e portoghesi) o anglosassoni.
Negli attuali Stati Uniti d'America e Canada lo sterminio fu massiccio e devastante per le popolazioni native, con scarsissime unioni tra i popoli venuti a contatto, conseguente scarsa discendenza e assimilazione culturale forzata diffusa.
Nel Centro e Sudamerica questo fenomeno venne contrastato da una parte consistente dei colonizzatori stessi (v. paragrafo successivo), con la conseguenza che gran parte di queste nazioni sono tuttora popolate da percentuali consistenti e a volte maggioritarie di nativi americani o da individui nati dall'unione tra l'elemento indigeno e colonizzatore. Nel Nordamerica, tra l'altro relativamente meno popolato, l'impatto fu più devastante a causa delle minori remore da parte dei colonizzatori e dalla loro minore tendenza ad unirsi alla popolazione indigena; la conseguenza è che le percentuali di indigeni nordamericani sono drasticamente più basse.

## La difesa degli indigeni da parte dei missionari cattolici e dei papi
Secondo lo studioso Franco Cardini, la chiesa di Roma, pur con alcune contraddizioni interne (come ad esempio le Scuole residenziali indiane), ha agito nei secoli prevalentemente in difesa degli indigeni. Afferma Cardini: «Sarebbe ingiusto negare che molti della Chiesa cattolica si siano piegati alle esigenze delle potenze colonialistiche e alla loro pratica di violenza e rapina. Resta tuttavia un fatto: nel mondo protestante non c'è nessun missionario che sia riuscito a combattere ingiustizia e violenza con lo stesso successo con cui l'hanno fatto i cattolici: e difatti nell'America settentrionale e Oceania si sono avuti sistematici genocidi su larga scala, messi in atto soprattutto da inglesi e olandesi, che non trovano riscontro nell'America meridionale dove stragi e razzìe di schiavi ebbero certamente luogo, ma dovettero fare i conti con apostoli che difesero i nativi a viso aperto, spesso accettando insieme a loro la persecuzione. Il più famoso di costoro è senza dubbio il domenicano Bartolomé de Las Casas che convinse Carlo V a promulgare le “Nuevas Leyes”, irreprensibile codice garantista nei confronti dei nativi, che resta un modello giuridico a testimonianza del senso di equità di un sovrano cattolico e che impedì molte sopraffazioni».
Tra gli storici che ricalcano le posizioni di Cardini ci sono Rodney Stark e Eugene D. Genovese che affermano come la riduzione in schiavitù di interi popoli fu, in genere, osteggiata dai religiosi cattolici. Tra coloro che difesero gli indios, mettendo a rischio la propria vita fino al martirio, vi sono i frati domenicani Antonio de Montesinos (1475-1540) e Pedro de Córdoba (1482-1521), tra primi religiosi a raggiungere il Nuovo Mondo. I loro sermoni contro i metodi violenti utilizzati dai coloni verso la popolazione autoctona colpirono talmente uno degli amministratori locali che questi decise di prendere i voti e di schierarsi al loro fianco.
Si trattava del già citato Bartolomé de Las Casas, oggi universalmente riconosciuto come il "protettore degli indios". Frate Francesco da Vitoria (o Francisco De Vitoria) (1492-1546) è un altro dei difensori degli amerindi: la sua azione principale fu quella di elaborare le basi teologiche e filosofiche in difesa dei diritti umani delle popolazioni indigene colonizzate. Questo lo fa annoverare tra i padri del “diritto internazionale”. Si ricordano inoltre le Riduzioni gesuite che cercarono di creare un modello di sviluppo equo e solidale con i locali, o episodi come la cosiddetta battaglia di Mbororé, che vide i gesuiti a fianco dei nativi combattere contro i colonialisti europei.
Diversi atti e bolle papali nel tempo furono emanati a difesa degli indigeni. Già papa Eugenio IV (1383-1447) prima della scoperta delle Americhe, con la bolla Sicut Dudum del 1435 indicò l'atteggiamento del papato verso le popolazioni indigene (in questo caso i popoli delle Isole Canarie). In essa infatti si ordinava, sotto pena di scomunica, a chi era coinvolto nello schiavismo, che entro 15 giorni dalla ricezione della bolla si doveva «riportare alla precedente condizione di libertà tutte le persone di entrambi i sessi una volta residenti nelle dette Isole Canarie, queste persone dovranno essere considerate totalmente e per sempre libere («ac totaliter liberos perpetuo esse») e dovranno essere lasciate andare senza estorsione o ricezione di denaro». Altro documento è la bolla Veritas Ipsa conosciuta anche come “Sublimis Deus" del 2 giugno 1537, emanata da papa Paolo III che proclamava «Indios veros homines esse» ("gli indios sono uomini veri") e scomunicava tutti coloro che avessero ridotto in schiavitù gli indios o li avessero spogliati dei loro beni.
Nell'anno 1639, papa Urbano VIII, ascoltando la richiesta dei gesuiti del Paraguay, emise la bolla Commissum Nobis, che ribadiva la scomunica di Paolo III, proibendo in modo assoluto «di ridurre in schiavitù gl'Indiani occidentali o meridionali; venderli, comprarli, scambiarli o donarli: separarli dalle mogli e dai figli; spogliarli dei loro beni; trasportarli da un luogo a un altro; privarli in qualsiasi modo della loro libertà; tenerli in schiavitù; favorire coloro che compiono le cose suddette con il consiglio, l'aiuto e l'opera prestati sotto qualsiasi pretesto e nome, o anche affermare e predicare che tutto questo è lecito, o cooperare in qualsiasi altro modo a quanto premesso». Nel 1741, papa Benedetto XIV emanò la bolla Immensa pastorum con la quale si vietava che i popoli indigeni delle Americhe e di altri paesi fossero asserviti. Papa Gregorio XVI, nel 1839 con la bolla In Supremo Apostolatus, ribadiva, la solenne condanna verso la schiavitù e la tratta degli schiavi.
Nel 1888 papa Leone XIII scrisse a tutti i vescovi del Brasile affinché eliminassero completamente la schiavitù dal loro paese, dopo aver perorato in quello stesso anno la causa del cardinale Charles Lavigerie che fondò a Bruxelles l'associazione "Anti-Slavery Society", per raccogliere fondi a favore degli antischiavisti e le loro battaglie. Come riferimento finale della lotta contro le discriminazioni coloniali e a favore della promozione dei popoli nativi possiamo indicare l'enciclica Mater et magistra (1961) di Papa Giovanni XXIII, un pilastro della dottrina sociale della Chiesa cattolica.

## La figura dell'indigeno oggi
Nei tempi moderni invece, le civiltà mesoamericane o andine, sono state esaltate per il glorioso passato mentre vi è stata una svalutazione del presente, per la quale i discendenti di queste civiltà avrebbero subito una sorta di imbarbarimento. Questa concezione è stata talmente sostenuta che gli indigeni stessi si sono convinti della sua autenticità.
Parallelamente alla diffusione di questi stereotipi negativi sugli indigeni americani, si è assistito alla fioritura del mito del buon selvaggio di Jean-Jacques Rousseau. Ovviamente anche questa è una distorsione della realtà che si basa su una visione dualistica incentrata sulla dicotomia bene/male.
Nel corso degli anni sono fioriti tutta una serie di luoghi comuni sui nativi americani molto spesso veicolati anche da mezzi di comunicazione di massa come: i fumetti, il cinema, la televisione, la pubblicità ed i videogiochi. Negli Stati Uniti d'America viene celebrato ogni anno il Native American Heritage Month, un festival dedicato ai nativi della durata dell'intero mese di novembre.
«L'indiano immaginario è diventato una delle icone della società dei consumi. Il risultato è stata la riduzione delle culture native a una serie di slogan e di atteggiamenti semplicistici e paternalisti; molte delle immagini degli Indiani della pubblicità hanno un'intenzione positiva perché rivelano qualità come il coraggio, la prestanza fisica e la naturale virtù, qualità che, si crede, gli indiani abbiano posseduto prima del contatto coi bianchi. La pubblicità rinforza l'opinione che gli indiani migliori erano quelli di una volta; come simbolo consumista l'indiano è ammirato per valori che i consumatori associano con la società preindustriale.»

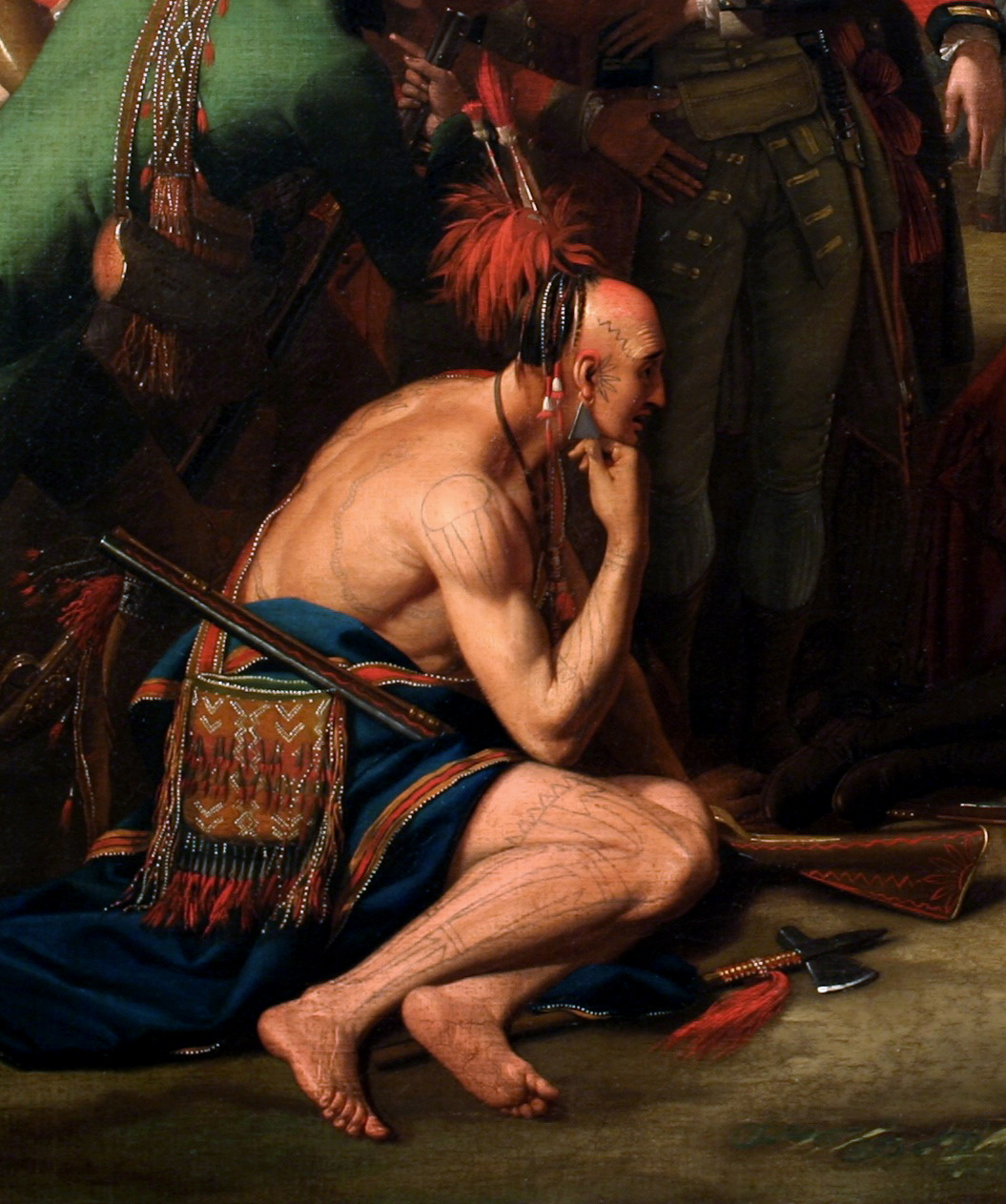
Particolare della Morte del generale Wolfe di Benjamin West. Il ritratto di questo nativo Americano creato da West è stato considerato un'idealizzazione nella tradizione del "buon selvaggio".

I Nativi americani non sono da considerarsi fossili sociali nel senso che non hanno fissato uno stadio di sviluppo della loro cultura in senso identitario. Gli indigeni salvaguardano sì i loro modi di vita, ma operando su di esse modifiche continue, resistendo proprio grazie alla capacità di mutamento. In tutto il continente americano ci sono più di 70 milioni di persone che conducono stili di vita che discendono da quelli in uso nell'età precolombiana, anche se pur in parte adattati e modificati.
L'atteggiamento attuale nei confronti dei Nativi è bivalente: da una parte quello del silenzio, dall'altra si cerca di porsi a favore dell'integrazione. Quest'ultimo comportamento viene da molte parti incoraggiato in quanto considerato utile per far uscire gli indigeni dal loro sottosviluppo. Tuttavia alcuni sollevano obiezioni sul come viene intesa l'integrazione e lo sviluppo e sul fatto che vengono imposte categorie europee o, comunque, occidentali. Chi sostiene queste obiezioni afferma che lo sviluppo sia identificato solo con quello tecnologico occidentale, senza tener conto che una politica assimilazionistica, basata magari sulla formalità tutta esteriore del politicamente corretto, potrebbe causare uno svuotamento della loro cultura e della loro identità.
«Non esiste un mitico mondo indigeno unitario, sottratto al divenire storico, ma esistono delle culture indigene che salvaguardano alcuni loro tratti essenziali attraverso una lunga lotta di resistenza. Questa resistenza non avviene in una situazione di chiusura totale verso l'esterno, anche se in essa gioca un ruolo rilevante la simulazione, intesa come accettazione apparente o epidermica dei valori dei dominatori. Si stabilisce, di fatto, un'interazione reciproca tra le diverse culture, che trasforma in profondità la loro struttura. Il termine mestizaje, pur con la sua genericità, definisce questo impasto originale, in continua evoluzione.»

Inoltre, nel 2006, il Consiglio dei Diritti Umani approvò una dichiarazione per dare agli indigeni dei diritti. In questa dichiarazione si stabilirono delle categorie:
-diritto alla non discriminazione;
-diritto all’integrità culturale;
-diritto di proprietà, uso, controllo e accesso a terreni, territori e risorse;
-diritto allo sviluppo e benessere sociale;
-diritto alla partecipazione politica.
Inoltre, oltre a questi diritti, gli diedero la possibilità di accedere all’istruzione e alla vita politica del loro paese. Tuttavia non si è ancora arrivati ad una eguaglianza sociale totale tra indigeni e non indigeni.

## Distribuzione
La distribuzione dei popoli indigeni nelle Americhe è così suddivisa:
 Messico = 11,8 - 23,2 milioni 
 Stati Uniti = 9,7 milioni 
 Guatemala = 6,4 milioni 
 Perù = 5,9 milioni 
 Bolivia = 4,1 milioni 
 Cile = 2,1 milioni 
 Colombia = 1,9 milioni 
 Canada = 1,8 milioni 
 Brasile = 1,7 milioni 
 Argentina = 1,3 milioni 
 Ecuador = 1 milione 
 Venezuela = 724.592 
 Honduras = 601.019 
 Nicaragua = 443,847 
 Panama = 417.559 
 Uruguay = 223.964  
 Paraguay = 117.150 
 Costa Rica = 104.143 
 Guyana = 78.492 
 Groenlandia = 50.189 
 Belize = 36.507 
 Suriname = 20.344 
 Porto Rico = 19.839 
 Guyana Francese = 19.000 
 El Salvador = 13.310 
 Saint Vincent e Grenadine = 3.280 
 Repubblica Dominicana = 2.576 
 Cuba = 1.600 
 Trinidad e Tobago = 1.394 
 Grenada = 162